# Johan Ludwig Mowinckel
Johan Ludwig Mowinckel (ur. 22 października 1870 w Bergen, zm. 30 września 1943 w Nowym Jorku) – norweski polityk.
Dwukrotnie zajmował stanowisko burmistrza Bergen (1902–1906, 1911–1913). W latach 1906–1909, 1913–1918 i od 1922 do śmierci był członkiem Stortingu. Trzy razy pełnił funkcję premiera Norwegii (1924–1926, 1928–1931 oraz 1933–1935). Od 1927 do 1940 był przewodniczącym partii Venstre.